# Ű (Isten Háta Mögött-lemez)
Az Ű egy 2010-es Isten Háta Mögött stúdiólemez. A felvételek a budapesti Metropol stúdióban készültek.

## Az album dalai
1. Hídavatás
2. Alig akarom
3. Várj, amíg felkel majd a nép
4. Áttelelés
5. Sakter-metszés
6. Szerető
7. A leányzó fekvése
8. Mindenki áll

## Közreműködők
- Pálinkás Tamás - gitár, basszusgitár
- Egyedi Péter - basszusgitár
- Hortobágyi László - dob
- Sándor Dániel - billentyű
- Ratkóczi Huba - gitárszóló a "Mindenki áll"-ban